# خانه مستوفی‌الممالک
خانهٔ مستوفی‌الممالک مربوط به اواخر دوره قاجار است و در محله سنگلج تهران، گذر مستوفی واقع شده است. این اثر در تاریخ ۲ اردیبهشت ۱۳۵۶ با شمارهٔ ثبت ۱۵۰۵ به‌عنوان یکی از آثار ملی ایران به ثبت رسیده‌است. بانی این خانه حسن مستوفی‌الممالک نخست‌وزیر مشهور پس از مشروطیت بوده که آنرا در زمین‌های پدری خود بنا کرد. پس از انقلاب این بنا به مالکیت شرکت پست درآمد و از نوادگان مستوفی‌الملک خریداری شد. این بنا لوکیشن فیلم‌های متعددی از جمله سلطان صاحبقران، عروسی خوبان، دلشدگان، خوب بد جلف و شهرزاد بوده است. اکنون این خانه به صورت نیمه‌متروک درآمده و قرار بر مرمت آن است. اتاق پروانهٔ این خانه از نمونه‌های کم‌نظیر در تهران است. به گزارش همشهری قرار است، عمارت مستوفی‌الممالک با همکاری سازمان نوسازی شهرداری تهران مرمت و احیا شود. 

## نگارخانه

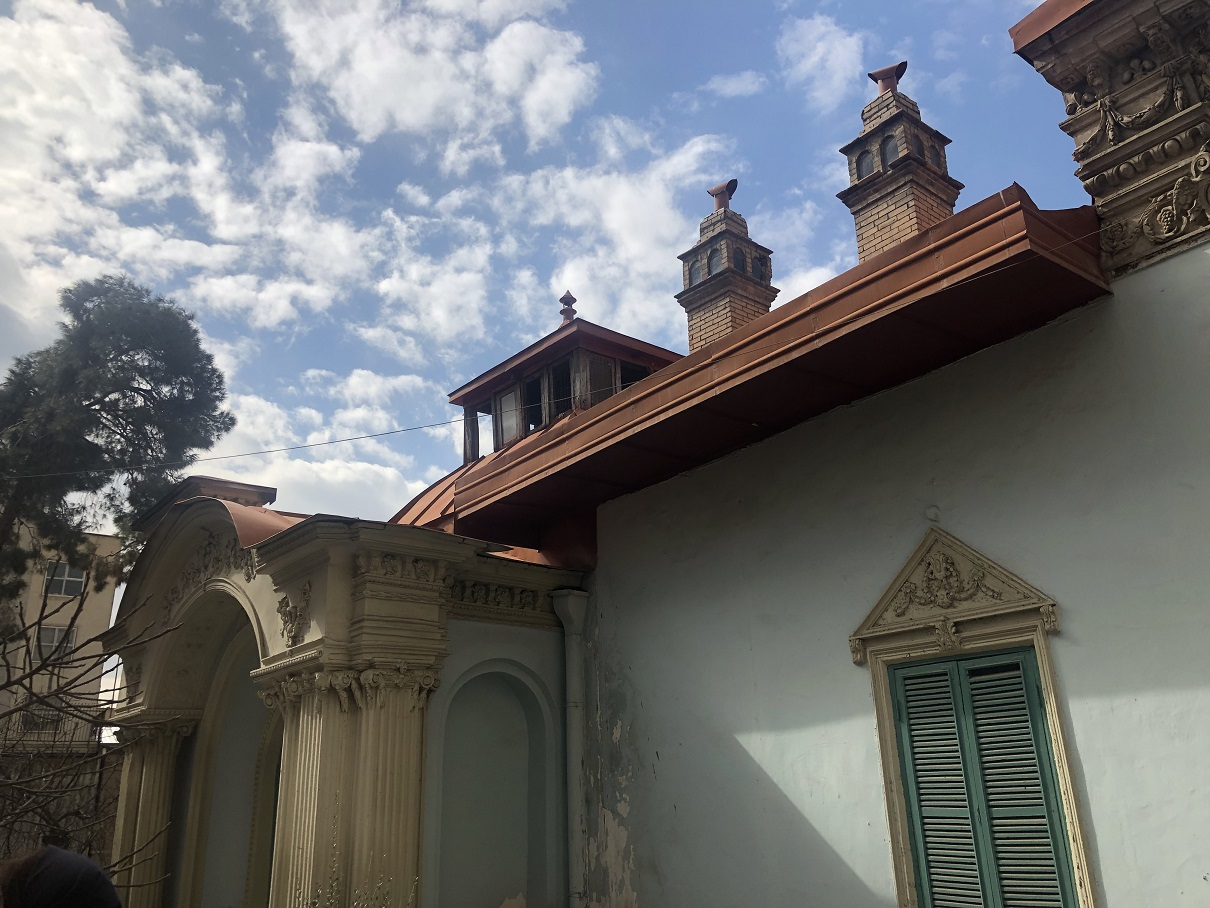
نمای ورودی خانه
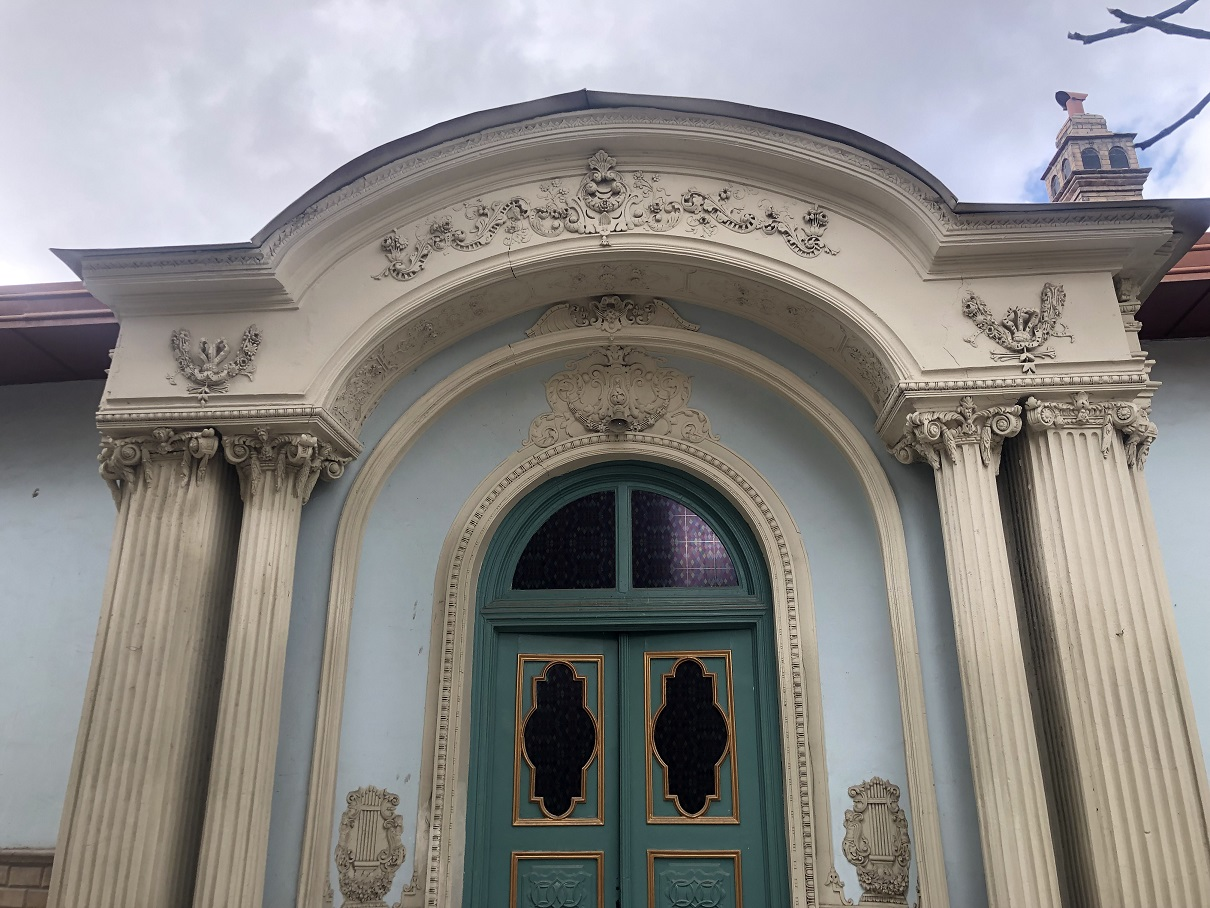
در ورودی خانه
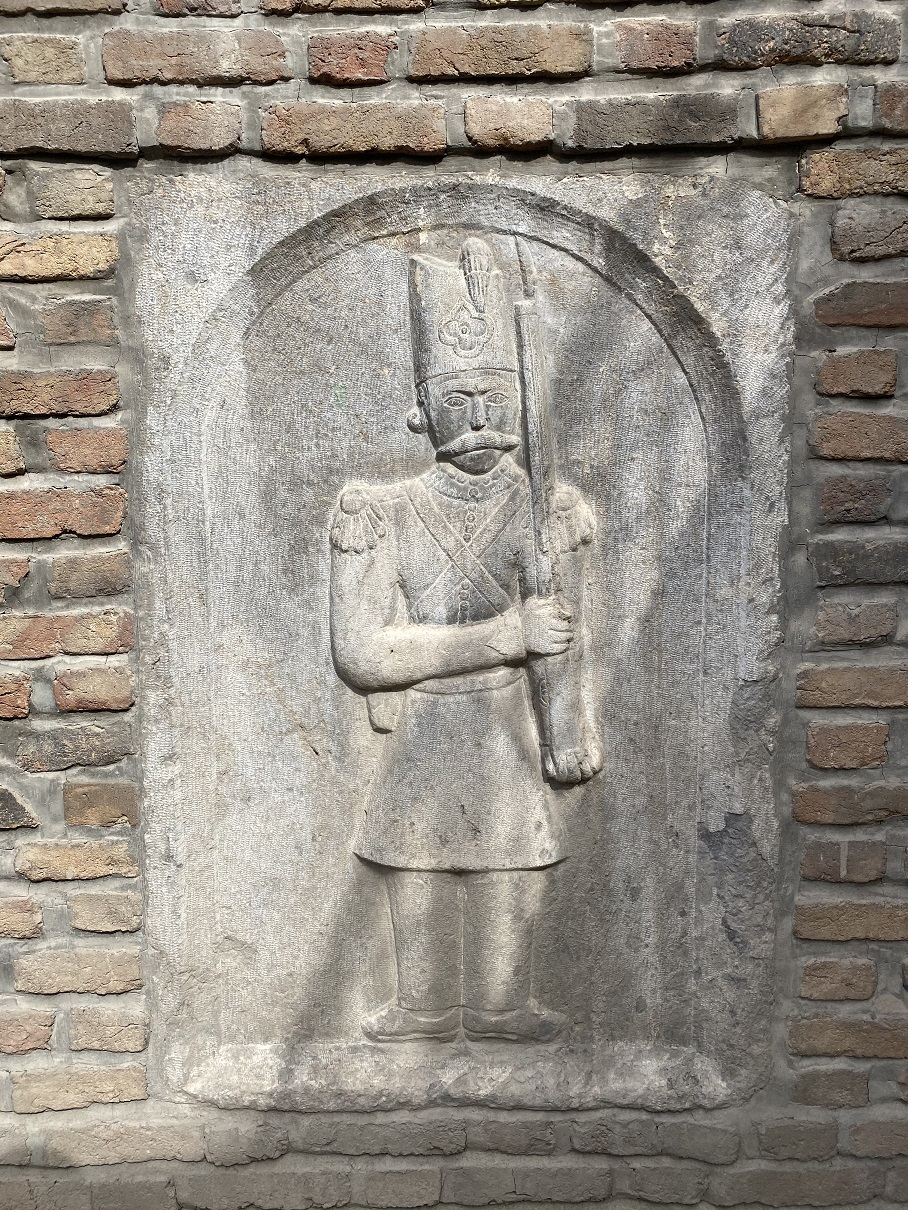
نگهبان حکاکی شده در ورودی خانه
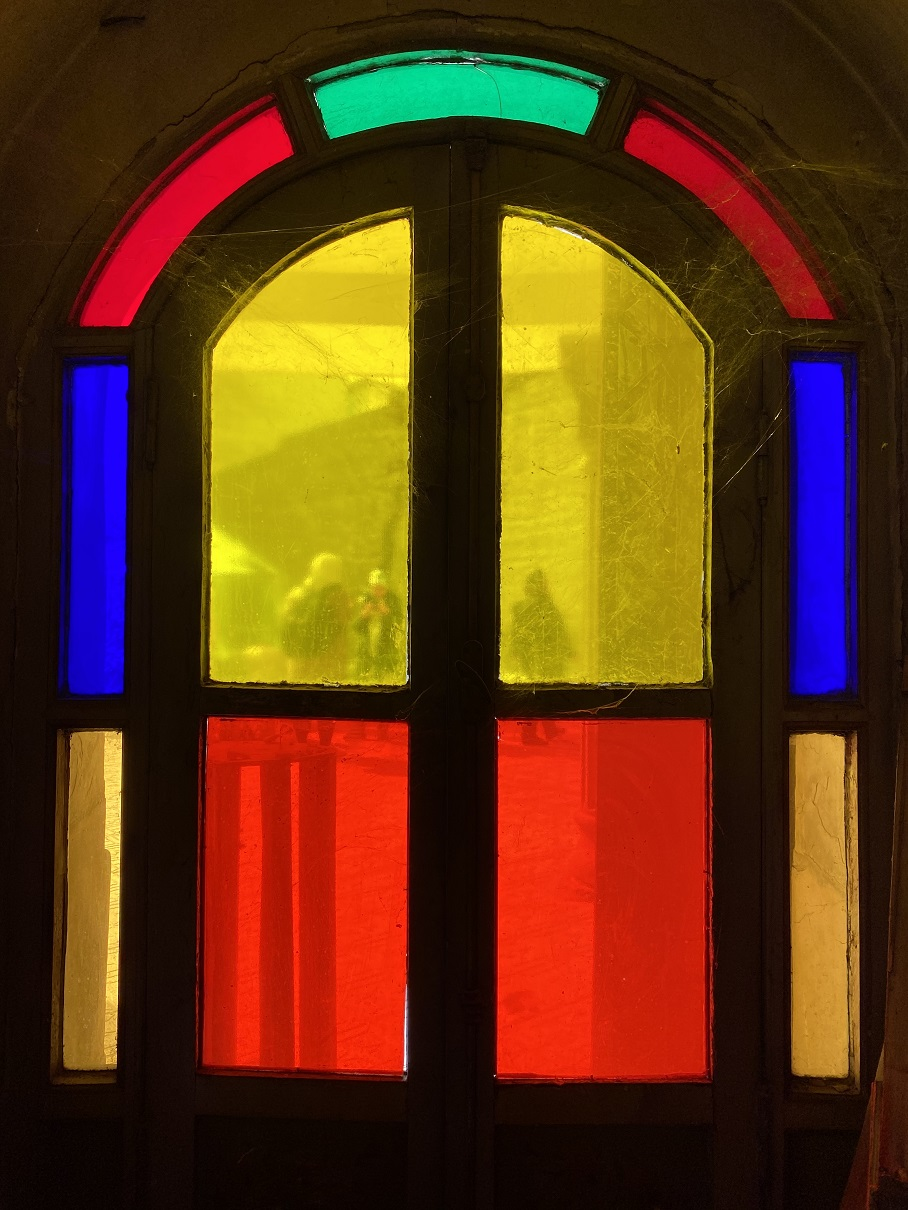
پنجره‌های رنگی زیرزمین
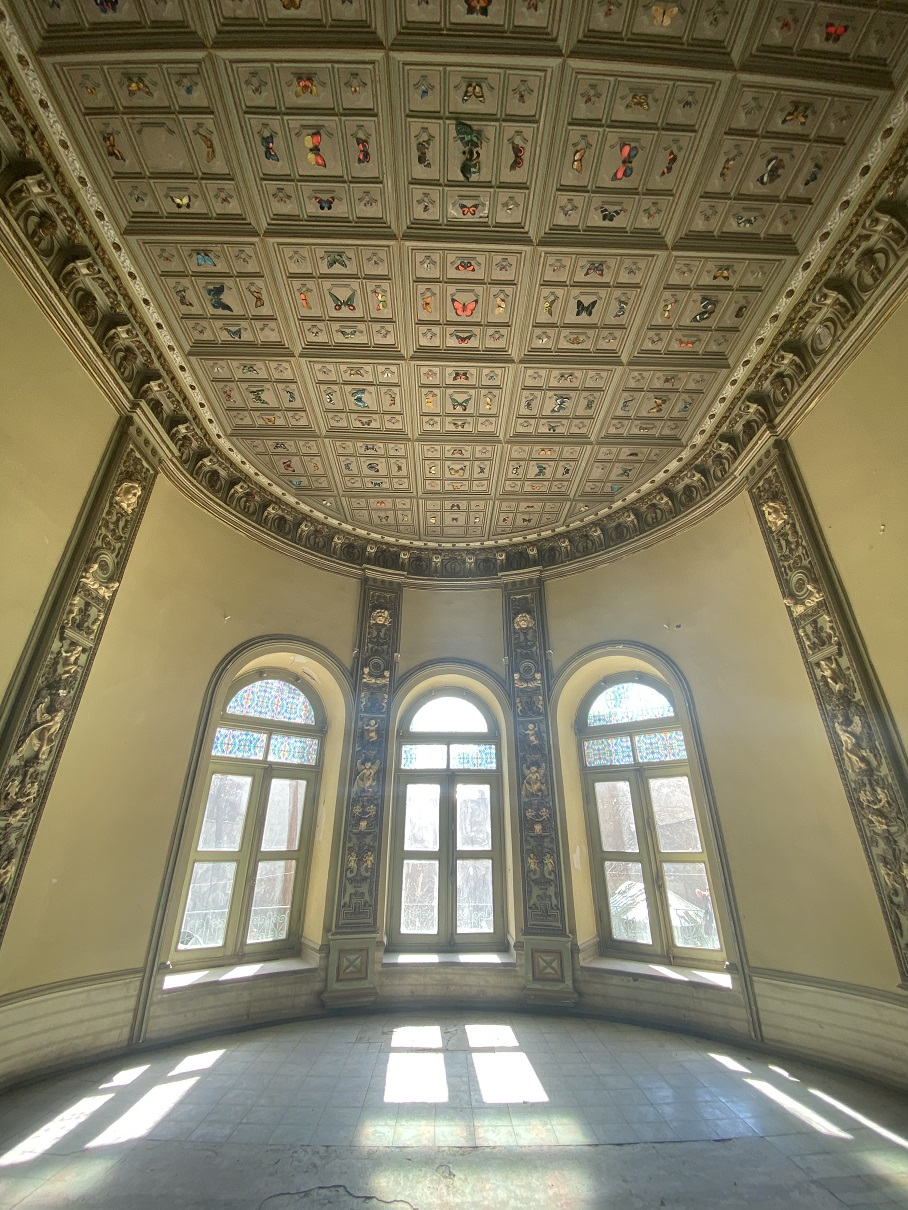
اتاق پروانه
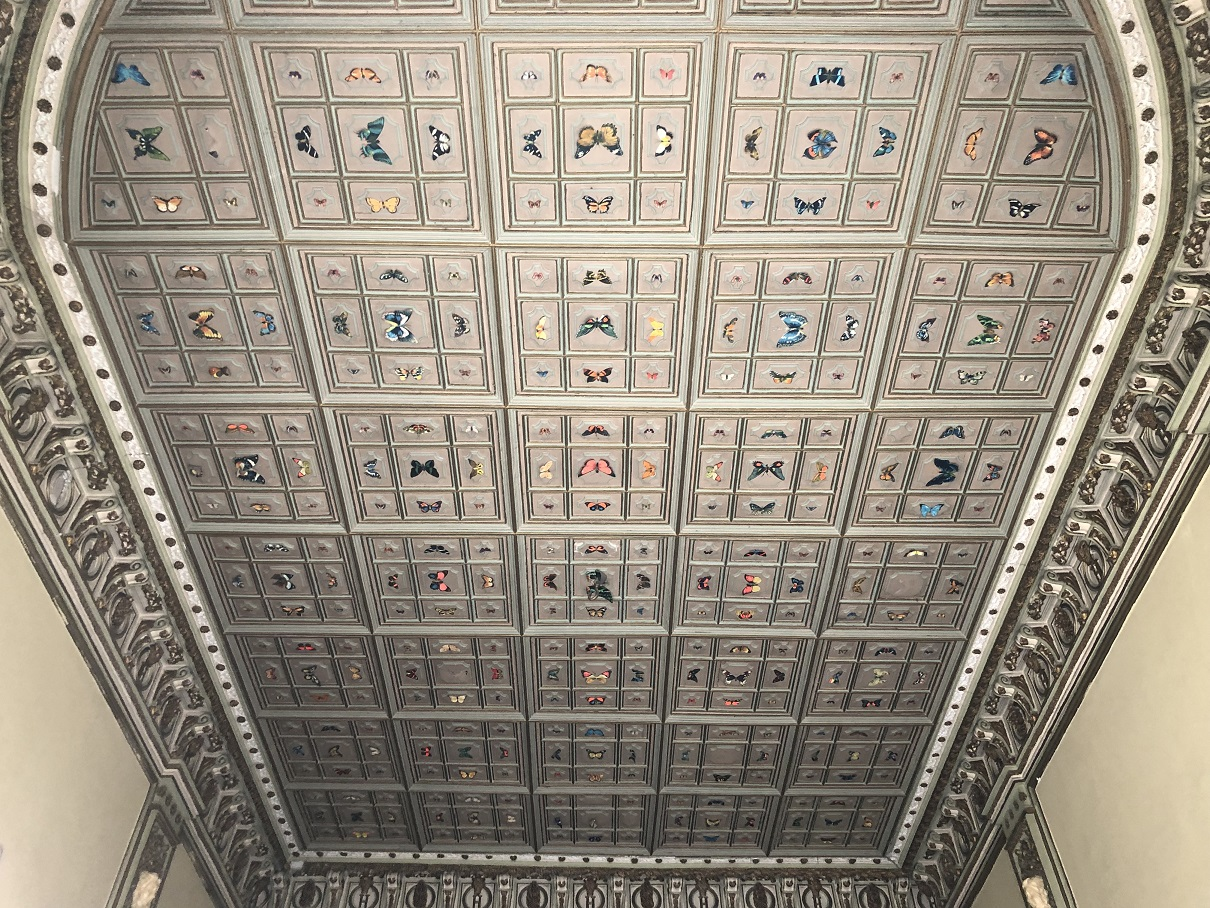
اتاق پروانه
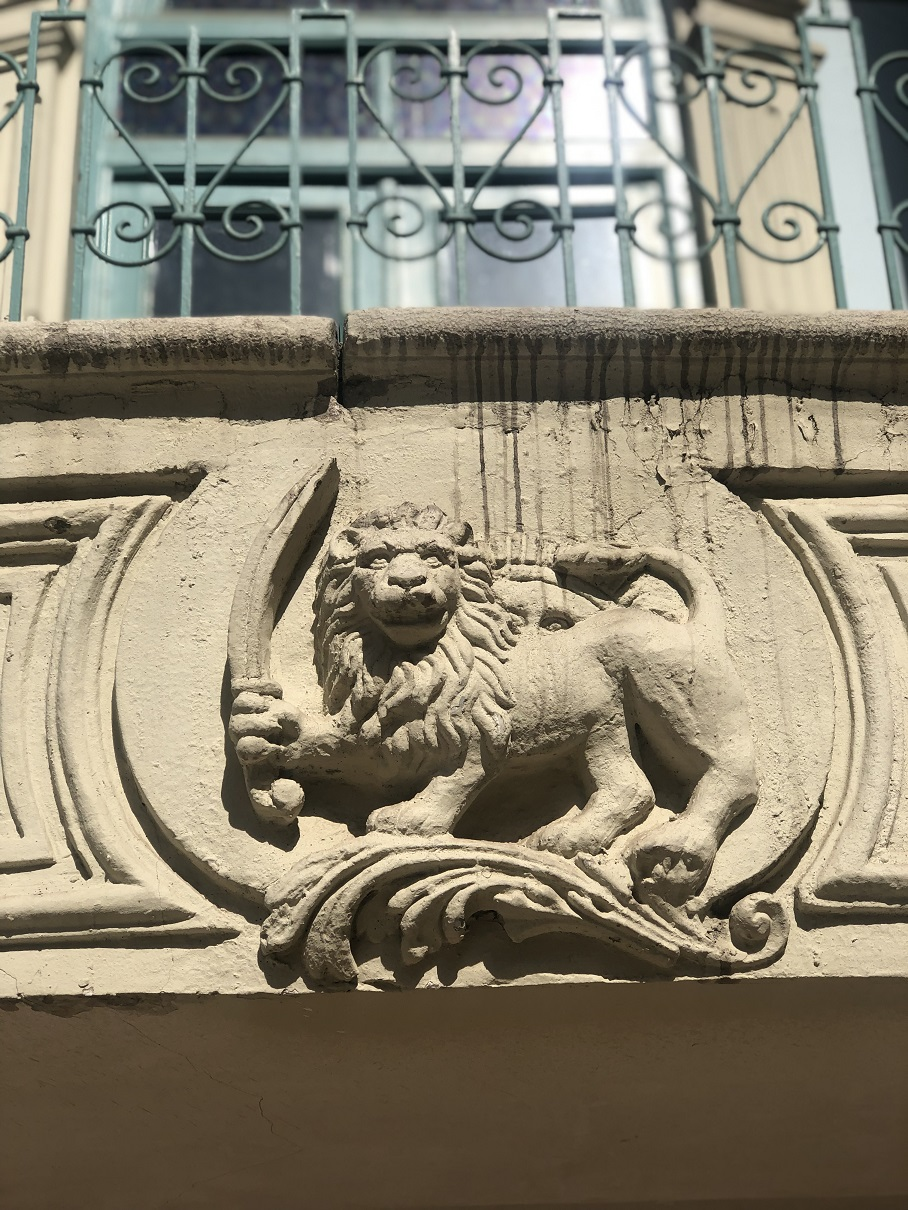
شیر و خورشید حکاکی شده